# Esagono invernale

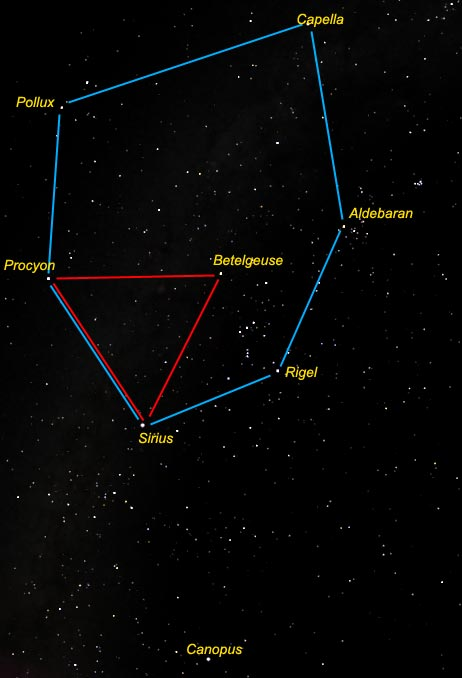
In rosso il Triangolo invernale, in blu l'esagono invernale

L'Esagono invernale (detto anche Circolo invernale) è un asterismo avente forma esagonale i cui vertici sono (in senso antiorario) le stelle Rigel, Aldebaran, Capella, Polluce, Procione e Sirio. È visibile da dicembre a marzo nella volta celeste dell'emisfero boreale e della maggior parte delle altre regioni terrestri (fanno eccezione l'Isola del Sud della Nuova Zelanda, la parte più meridionale di Cile e Argentina e la zona antartica). Ai tropici e nell'emisfero australe l'asterismo (denominato in questo caso "esagono estivo") può essere allargato verso sud a comprendere la stella Canopo.
Più piccolo e con una forma più regolare è il Triangolo invernale, un triangolo approssimativamente equilatero inscritto nell'esagono, del quale condivide due vertici (Sirio e Procione) – il terzo vertice del triangolo è Betelgeuse. Una volta localizzato il triangolo, può quindi essere individuato anche l'asterismo più esteso.
Le sei stelle che compongono l'esagono fanno parte di altrettante costellazioni: in senso antiorario a partire da Rigel queste sono Orione, Toro, Auriga, Gemelli, Cane Minore e Cane Maggiore.